# Beat refle
《beat refle》是qureate開發的節奏遊戲，原本定名為《按摩狂》（マッサージフリークス）並預定於2022年8月4日在任天堂Switch推出，但在爆發爭議後更名為《beat refle》於8月1日改在Steam發售。

## 登場人物
指原壓志（Yubihara Atsushi）
本作男主角。繼承祖父生前經營的按摩店「Relaxation指原」。某天遇到一隻會說話的貓——楓鈴。
晴山友莉音（Haruyama Yurine，聲：小野早稀）
大學生。壓志的同棟公寓的鄰居。由於豐滿的胸部導致肩頸痠痛。
朝霧楓乃（Asagiri Kaeno，聲：白石晴香）
就讀名牌大學的田徑選手。由於腳部受傷，目前進行復健治療中。
雨宮夢結（Amamiya Mei，聲：西明日香）
小有名氣的重金屬樂團成員。由於過度的甩頭導致頸部受傷。
南雲椿（Nagumo Tsubaki，聲：真野步）
高中新人教師。
雪白千鶴（Yukishiro Chizuru，聲：淺倉杏美）
壓志居住的公寓管理人。數年前因丈夫事故身亡成為了寡婦。是個溫柔體貼會照顧壓志起居飲食的姐姐。
嵐城花蓮（Ranjou Karen，聲：田中理惠）
給壓志一個月的時間償還祖父留下的債務的高利貸。
楓鈴（Momiji，聲：森永千才）
會說話的貓。壓志的祖父的搭檔。傳授壓志按摩技術。目前寄住於按摩店。

## 爭議
角色名字被發現幾乎都取自日向坂46成員的名字，引起爭議。qureate社長臼田裕次郎就此發表公開聲明致歉，並表示將會修改角色名字。

## 外部連結
- 官方网站（日語）